# Dünyanın Sonuna Doğmuşum
Dünyanın Sonuna Doğmuşum ist ein Song der türkischen Nu-Metal-Band maNga. Es ist eine der drei Singles zu ihrem dritten Album Şehr-i Hüzün. Dünyanın Sonuna Doğmuşum heißt übersetzt Ich bin zur Zeit des Weltuntergangs geboren. Der Song schaffte es in den türkischen Billboard- und Rock-Charts jeweils auf den 1. Platz sowie auf den 83. Platz der europäischen Charts und den 335. Platz der russischen Charts.

## Inhalt
Der Song handelt von einem Menschen, der glücklich ist und keine Sorgen mehr hat, auch wenn er seine Handlungen nicht nachvollziehen kann, da er beschreibt, kein Gehirn zu haben und nichts anderes brauche als einen Fernseher.

„Naber bak, bende dert yok tasa yok
Mutluyum artık bir beynim yok
Dikmişim ekrana gözlerimi
Başka da bir ihtiyacım yok
Kişisel neyim kaldı ki bir iletim olsun
Tıklana tıklana her şeyim ortada
Atın ölümü arpadan olsun
Her yigit gibi benimki de meydanda
Tıklama konusu ayrı bir dava
Mahkemelerde görülüyor hala
Namusu bacak arasında ararım
Dişi sinek bile görsem laf atarım
Çakma makma, üçe beşe bakmam
Önüm, arkam, sağım solum markam
Bana pastamı verin, ekmeğe gerek yok
Ben tüketmeden var olamam“

In der Bridge fragt der Protagonist einen Spiegel, ob es einen sorgloseren und schamloseren Menschen gibt als ihn. Dieser Part spielt auf das Märchen Schneewittchen an, in welchem die Königin den Spiegel befragt, wer die Schönste im ganzen Land ist.

„Ayna, ayna hadi söyle benden daha
gamsızı var mı ?
Ayna, ayna hadi söyle benden daha
arsızı var mı ?“

Im Refrain fragt sich der Protagonist, ob er am Weltuntergang geboren wurde oder gestorben ist, wobei er das Gefühl zu sterben nicht kennt.

„Dünyanın sonuna doğmuşum
Ya da ölmüşüm de haberim yok
İyi bilirdik derler elbet ardımdan
Bundan büyük bir yalan yok
Yok, bundan büyük yalan yok“

In der zweiten Strophe geht es darum, dass der Protagonist eine neue Kreditkarte erhalten und kein Geld mehr hat. Im weiteren Verlaufe besingt der Sänger Ferman Akgül weitere Themen, wie Ausgrenzung, gesellschaftliche Missstände und Prostitution.

„Bana dokunmayan yılan bin yaşasın
Dedikodu yapar, keyfime bakarım
Ağzımda sakız, elimde çanta
Fink atarım kaldırımlarda
Bağlanmaya sonuna kadar karsıyım
Ama dizilerimden beni ayırmayın
Değişir dünyam bir tuşla uzaktan
Elimdeki kumandam hayatıma kumandan
Yeni bir kart verdi bugün bankam
Puanlarım artık en büyük kankam
Olmasa da cebimde beş kuruş para
Cebimdeki telefon on numara
‘Bak kızım, yedi kocalı Hürmüz gibi dolan
Ama ailemizin kızı gibi davran,
Seni alacak biri de bulunur elbet
En kolay parayı hep sen kazan’
Sıkıldım çok,
her dakika düşünmekten üzülmekten
Artık yok,
kalmadı gücüm düşmekten yenilmekten
Pişmanım erken vazgeçmekten kendimden
Bu alem geçmiş kendinden
Ne gelir elden ?“

### Grobe Übersetzung
„Siehst du? Ich habe keine Sorgen mehr, ich bin glücklich ohne Gehirn… Brauch auch nichts mehr. Ob ich am Weltuntergang geboren oder gestorben bin, weiß ich nicht. Habe eine neue EC-Karte von meiner Bank erhalten. Habe tolle Punktzahlen. Auch wenn ich kein Cent in der Tasche habe, ist meine Handynummer die Beste.“

## Musikvideo
Zu dem Song wurde ein Musikvideo gedreht, das einen Mann zeigt, der anfangs auf dem Sofa sitzt und dabei fernsieht. Im weiteren Verlauf wird gezeigt, dass dieser bei einer bekannten türkischen Spielshow, einer Art Glücksrad, gewinnt und sein Leben aufwärtsgeht.

## Charts
| Şehr-i Hüzün | "Dünyanın Sonuna Doğmuşum" | 1 | 1 | 83 | 335 |
| Şehr-i Hüzün | "Beni Benimle Bırak"       | 2 | 1 | 88 | —   |
| Şehr-i Hüzün | "Cevapsız Sorular"         | — | — | —  | —   |